# Жан Делюмо
Жан Леон Марі Делюмо (фр. Jean Léon Marie Delumeau; 18 червня 1923, Нант — 13 січня 2020) — французький історик релігії, культури і ментальності середньовіччя та нового періоду, член Академії наук Франції.

## Життєпис
Делюмо народився 18 червня 1923 року в Нанті. У 1943 році закінчив Педагогічний інститут. Протягом багатьох років займався світською і християнською історією і викладав її в багатьох навчальних закладах Європи. Так Делюмо викладав у Політехнічному інституті, в університеті Ренна (l'universite de Rennes II), у Вищій практичній школі та університеті Парижа (l'universite de Paris I), був членом Французької школи Риму і доктором філологічних наук.
З 1975 по 1994 рік Жан Делюмо на посаді професора очолював кафедру «Історії релігійної ментальності на сучасному Заході» в Колеж де Франс (College de France). У цей час він написав і видав багато своїх книг і статей з історії релігії Середньовіччя. Професор Жан Делюмо був великим фахівцем у вивченні історії Реформації і католицької контрреформації, крім цього він написав два великих новаторських дослідження з історії релігійної ментальності — «Страх на Заході в XIV—XVIII ст.» та «Гріх і страх. Культура провини на Заході в XIII—XVIII ст.».
З 1988 року професор Жан Делюмо був членом Академії написів і красного письменства, а 27 вересня 1989 року був удостоєний звання члена Академії наук Франції.
Численні праці Жана Делюмо були перекладені на різні мови світу, в тому числі і на українську мову.
Жана Делюмо можна назвати одним із творців «нової релігійної історії», напрямку, що використовує інструментарій соціальної історії, історії ментальностей та історичної антропології.
Жан Делюмо помер 13 січня 2020 року.

## Нагороди
- Командор ордена Почесного легіону (31 грудня 1999)[19],
- Командор ордена «За заслуги» (7 травня 2007)[20],
- Командор ордена Академічних пальм[21],
- Командор ордена Мистецтв та літератури (24 листопада 1994)[22].

## Твори
- Vie économique et sociale de Rome dans la seconde moitié du XVe siècle, 2 Bände, De Boccard, Paris 1957—1959.
- L'Alun de Rome, SEVPEN, Paris 1962.
- Naissance et affirmation de la Réforme, PUF Nouvelle Clio, Paris 1965.
- La Civilisation de la Renaissance, Arthaud, Paris 1967.
- Le Catholicisme entre Luther et Voltaire, PUF Nouvelle Clio, Paris 1971.
- L'Italie de Botticelli à Bonaparte, A. Colin, Paris 1974.
- Le Christianisme va-t-il mourir ?, Hachette, Paris 1977.
- La Peur en Occident (XIVe–XVIIIe siècles). Une cité assiégée, Fayard, Paris 1978.
- Le Péché et la peur. La culpabilisation en Occident (XIIIe–XVIIIe siècles), Fayard, Paris 1983.
- Rassurer et protéger. Le sentiment de sécurité dans l'Occident d'autrefois, Fayard, Paris 1989.
- L'Aveu et le pardon. Les difficultés de la confession, XIIIe-XVIIIe siècles, Fayard, Paris 1990.
- Une histoire du paradis: I — Le jardin des délices, Fayard, Paris 1992.
- L'Historien et la foi, Fayard, Paris 1996.
- Des Religions et des Hommes, Desclée de Brouwer, Paris 1997.
- Le mystère Campanella, Ed. Fayard, Paris 2008.
- À la recherche du paradis, Éditions Fayard, Paris 2010. — український переклад: Жан Делюмо. «У пошуках раю», пер. з французької Зої Борисюк, Київ: «Юніверс», 2013. — 264 с.
- L'avenir de Dieu, CNRS Éditions, Paris 2015.